# Roman Prorok
Roman Prorok je český mediální poradce, výkonný producent, kameraman, střihač a režisér. 

## Život a dílo
Je absolventem filmové a televizní žurnalistiky Fakulty sociálních věd Univerzity Karlovy. Stal se zakladatelem tvůrčí skupiny GoodMedia Praha. V roce 2011 se ucházel o funkci generálního ředitele České televize, ve které dříve působil jako redaktor, dramaturg a moderátor v redakaci zpravodajství (1993–2000). V letech 1996 a 1998 měl dramaturgicky a moderátorsky na starost volební vysílání ČT. Za úřednické vlády Jana Fischera působil jako její mluvčí (2009–2010). Předtím pracoval jako mluvčí ČSÚ. V letech 2001 až 2003 působil jako poradce předsedy Senátu PČR Petra Pitharta.Jako novinář pracoval mj. v krajské redakci ČTK v Ústí nad Labem a od roku 1991 v pražské centrále ČTK jako vnitropolitický zpravodaj. Déle než rok byl ředitelem odboru komunikace a marketingu Ministerstva průmyslu a obchodu ČR. K 15. únoru 2017 byl z funkce odvolán ministrem Janem Mládkem (ČSSD) za to, že dostatečně nepřipravil Mládkova náměstka na komunikaci s médii. Roman Prorok byl v pořadí čtvrtým šéfem odboru komunikace během tříletého působení Jana Mládka v čele resortu. 
Věnoval se audiovizuální tvorbě. Je autorem dokumentu Zlatovláska na špičkách o baletní pohádce Vladimíra Franze v Národním divadle (2006) a záznamu inscenace Zlatovláska vydaném Supraphonem na DVD (2008). V roce 2011 natočil dokument Sluha jako fenomén pro cyklus ČT Legendární inscenace o Goldoniho komedii Sluha dvou pánů, kterou v režii Ivana Rajmonta uvádí Národní divadlo od roku 1993. Pro ND natočil také nový záznam tohoto představení vydaný na DVD (2011).
Spolupracuje s Divadlem na Vinohradech, pro které natočil záznamy inscenací Hašler... (2013), Poslední z Haussmanů (2014), Rod Glembayů (2014). V roce 2014 natočil pro ČT art ve vlastní produkci unikátní záznam derniéry rockového baletu Periferie, které na motivy stejnojmenného dramatu Františka Langera a na hudbu Martina Němce nastudovala choreografka Alena Pešková v libereckém Divadle F. X. Šaldy. Ve spolupráci s Divadlem na Vinohradech pokračoval natáčením záznamů inscenací Amadeus (Peter Shaffer, divadelní režie Martin Čičvák), Láska na Krymu (Sławomir Mrożek, divadelní režie Juraj Deák), Loupežník (Karel Čapek, divadelní režie Tomáš Töpfer), Plačící satyr (Fráňa Šrámek, divadelní režie Radovan Lipus), Hodinový hoteliér (Pavel Landovský, divadelní režie Ivan Rajmont). V tvůrčí skupině GoodMedia Praha natočil v březnu 2015 ojedinělý společný projekt DnV a FOK v Pražské křižovatce, kterým byla inscenace Hofmannstahlova textu Kdokoli (Jederman) s hudbou Franka Martina a Jeana Sibelia v režii Jaroslavy Šiktancové. Záznam inscenace Petera Shaffera Amadeus z Divadla na Vinohradech uvedla v roce 2018 Česká televize jako vůbec první přenos jevištní podoby slavné hry, která se stala předlohou stejnojmenného oscarového filmu Miloše Formana. Jubilejní 110. sezónu Divadla na Vinohradech mapoval jako dokumentarista a výsledek – autorský časosběrný dokument Vinohradská sto desátá uvedla Česká televize na programu ČT art na jaře 2019. Mimořádného uvedení na témže programu se v září 2020 dočkal i záznam derniéry Feydeauovy komedie Brouk v hlavě z června 2016. Incenace Jiřího Menzela se na vinohradské scéně s úspěchem uváděla plných 20 let a záznam Roman Prorok se svým týmem pořídil na osobní Menzelův popud. ČT jej uvedla v rámci poct oscarovému režisérovi, který zemřel 5. září 2020.   